# Edificio de Hacienda (Valladolid)
El edificio de Hacienda es un edificio situado en la ciudad española de Valladolid. Hasta 2014 fue sede de la Agencia Tributaria.

## Descripción
El edificio público con carácter representativo, sede de la Delegación del Ministerio de Hacienda, fue proyectado por Manuel Cuadrillero y Sáez en la esquina de las calles de Muro y del Dos de Mayo. Fue inaugurado el 15 de abril de 1933.
De estilo ecléctico se encuentra articulado interiormente en torno a un gran patio central con decoración neoplateresca. La fachada en chaflán a Plaza de Madrid, la de menor desarrollo, concentra la carga representativa y simbólica, con una gran portada y balcón, flanqueados por elementos ornamentales con referencias clasicistas. Las fachadas laterales se componen a partir de la repetición de un módulo formado por dos plantas inferiores con apertura de huecos de proporción vertical, y una planta superior con ventanas geminadas, marcando el ritmo mediante pilastras adosadas. Tanto la seriación como la volumetría y altura contribuyen a dotar al edificio de una imagen monumental.
En 2014, la Agencia Tributaria trasladó su sede a la Avenida de Salamanca, abandonando el edificio. En 2022, la Junta de Castilla y León obtuvo la propiedad con el propósito de reformarlo y usarlo como dependencias para la Consejería de Economía y Hacienda. Ese mismo año se iniciaron las obras, con un presupuesto de 14 millones de euros procedente de fondos europeos.